# Eesti meistrid 1937-1938
Fu la diciassettesima edizione del torneo. JS Estonia Tallinn vinse il suo quarto titolo consecutivo.

## Formula
Otto squadre (sei da Tallinn, una da Pärnu e Narva) parteciparono al torneo.

## Classifica finale
| Pos | Club               | G  | V  | N | P  | GF | GS | DR  | Punti |
| --- | ------------------ | -- | -- | - | -- | -- | -- | --- | ----- |
| 1   | JS Estonia Tallinn | 14 | 10 | 2 | 2  | 51 | 17 | +34 | 22    |
| 2   | SÜ Esta Tallinn    | 14 | 8  | 3 | 3  | 32 | 22 | +10 | 19    |
| 3   | ESS Kalev Tallinn  | 14 | 8  | 2 | 4  | 43 | 26 | +17 | 18    |
| 4   | VS Sport Tallinn   | 14 | 8  | 1 | 5  | 48 | 25 | +23 | 17    |
| 5   | Narva THK          | 14 | 4  | 3 | 7  | 30 | 44 | −14 | 11    |
| 6   | SS Tervis Pärnu    | 14 | 4  | 1 | 9  | 29 | 54 | −25 | 9     |
| 7   | ÜENÜTO Tallinn     | 14 | 4  | 0 | 10 | 26 | 50 | −24 | 8     |
| 8   | Puhkekodu Tallinn  | 14 | 3  | 2 | 9  | 18 | 39 | −21 | 8     |

G = Partite giocate; V = Vittorie; N = Nulle/Pareggi; P = Perse; GF = Goal fatti; GS = Goal subiti; DR = differenza reti; 

## Classifica marcatori
| Pos | Nome             | Club               | Gol |
| --- | ---------------- | ------------------ | --- |
| 1   | Johannes Niks    | JS Estonia Tallinn | 17  |
| 2   | Heinrich Uukkivi | JS Estonia Tallinn | 12  |
| 2   | Nikolai Kaubisch | Narva THK          | 12  |
| 4   | Georg Siimenson  | VS Sport Tallinn   | 10  |
| 4   | Arnold Laasner   | VS Sport Tallinn   | 10  |
| 4   | Ralf Veidemann   | ESS Kalev Tallinn  | 10  |
| 4   | E. Kägu          | ÜENÜTO Tallinn     | 10  |
| 4   | Alfred Kask      | SS Tervis Pärnu    | 10  |
| 4   | Nikolai Linberg  | JS Estonia Tallinn | 10  |